# Porsche 911 Turbo (996)
La Porsche 911 Turbo (996) est une voiture sportive du constructeur Porsche. Commercialisée à partir de 2000, elle est la version à moteur turbocompressé de la Porsche 911 (996).

## Aspects techniques
La Porsche 911 Turbo (996) est une version à moteur turbocompressé de la Porsche 911 (996). D'une cylindrée de 3 600 cm3, le moteur flat-6 est doté de deux turbocompresseurs. Comme sur toutes les Porsche 911, le moteur est installé en porte-à-faux arrière. Il développe une puissance d'environ 420 ch et un couple de 560 N m,,.
Son bloc-moteur est dérivé de celui de la Porsche 911 GT1.
La Porsche 911 Turbo est munie d'un petit aileron à l'arrière, beaucoup moins imposant que celui de sa devancière.

## Historique
La Porsche 911 Turbo (996) est présentée au public pour la première à l'occasion du salon de l'automobile de Francfort. Elle est commercialisée à partir de l'année 2000,. La version cabriolet est lancée en 2003.

## Sport automobile
Plusieurs écuries ont préparé des Porsche 911 Turbo (996) pour la compétition automobile, notamment A-Level Engineering,. Quant à l'équipe américaine Level 5 Motorsports dirigée par Scott Tucker, elle a préparé une Porsche 911 Turbo dont la puissance du moteur dépasse les 1 000 ch.